# Antonio Diziani

Antonio Diziani, Paesaggio con ponte
Ca' Rezzonico

Antonio Diziani (Venezia, 9 febbraio 1737 – Venezia, 23 giugno 1797) è stato un pittore italiano.

## Biografia
Figlio di Gaspare e fratello di Giuseppe, è stato un pittore attivo prevalentemente a Venezia.
Fece parte dell'Accademia di pittura e scultura nel 1774, dedicandosi alle scene di genere ed al paesaggio, Influenzato dalla pittura pastorale di Francesco Zuccarelli e di Giuseppe Zais.
Le sue opere, che evidenziano anche l'influenza fiamminga ed olandese, hanno un'impronta burlesca e popolaresca.
Tra le opere attribuite a lui con certezza vi sono quelle della Galleria dell'Accademia di Venezia.